# تجمع بدو حسيون (غيل باوزير)

تعديل مصدري - تعديل

تجمع بدو حسيون هي إحدى قرى عزلة غيل باوزير بمديرية غيل باوزير التابعة لمحافظة حضرموت، بلغ تعداد سكانها 29 نسمة حسب تعداد اليمن لعام 2004.